# 圣洛朗 (上萨瓦省)
圣洛朗（法語：Saint-Laurent，法語發音：[sɛ̃ loʁɑ̃] ⓘ）是法国上萨瓦省的一个市镇，属于博讷维尔区。

## 地理
圣洛朗（46°2'48"N, 6°21'33"E）面积10.96 平方千米，位于法国奥弗涅-罗讷-阿尔卑斯大区上萨瓦省，该省份为法国东部省份，历史上为薩伏依的一部分，北与瑞士接壤，西接安省，南至萨瓦省，东与瑞士和意大利接壤。
与圣洛朗接壤的市镇（或旧市镇、城区）包括：阿芒西、福龙河畔拉罗什、福西尼地区圣皮埃尔、圣西克斯特。

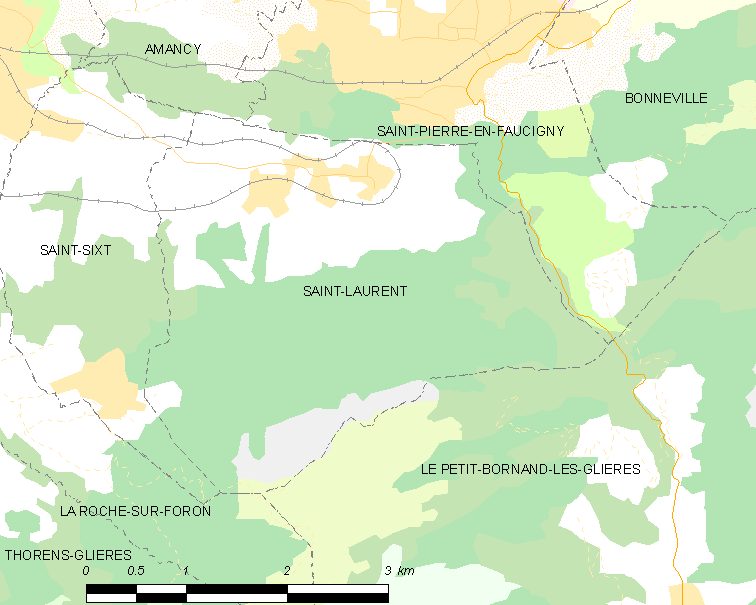
的OSM定位图

圣洛朗的时区为UTC+01:00、UTC+02:00（夏令时）。

## 行政
圣洛朗的邮政编码为74800，INSEE市镇编码为74244。

## 政治
圣洛朗所属的省级选区为福龙河畔拉罗什县。

## 人口

1962-2008年间人口变化图示

圣洛朗于2022年1月1日时的人口数量为836人。